# Florida Federal Open 1978
Florida Federal Open 1978 - жіночий тенісний турнір, що проходив на відкритих кортах з твердим покриттям East Lake Woodlands Country Club в Олдсмарі (США). Належав до категорії AA в рамках Colgate Series 1978. Відбувся вшосте і тривав з 6 листопада до 12 листопада 1978 року. Третя сіяна Вірджинія Вейд виграла титул й отримала за це 14 тис. доларів США.

## Фінальна частина

### Одиночний розряд
Вірджинія Вейд —  Анна-Марія Фернандес 6–4, 7–6(7–1)
- Для Вейд це був 2-й титул за сезон і 54-й — за кар'єру.

### Парний розряд
Мартіна Навратілова /  Енн Сміт —  Керрі Рід /  Венді Тернбулл 7–6(7–4), 6–3

## Розподіл призових грошей
| Дисципліна       | П       | F      | ПФ     | ЧФ     | 1/8    | 1/16 |
| Одиночний розряд | $14,000 | $7,100 | $3,500 | $1,850 | $1,000 | $550 |

## Нотатки
1. ↑  Турніри з призовими для жінок принаймні 75 тис. доларів.[1]
2. ↑  Оскільки Анна-Марія Фернандес була аматоркою, то її грошовий приз відійшов Жіночій тенісній асоціації (WTA).[3]